# Fibroma pendulo
Il fibroma pendulo, noto anche come acrochordon e chiamato informalmente porro, è una lesione benigna della cute dovuta ad un'abnorme crescita di fibroblasti.

## Descrizione
I fibromi penduli si presentano generalmente come una massa morbida, di circa 1-5 millimetri di diametro (o più grandi), iperpigmentate o dello stesso colore della pelle. La superficie può presentarsi uniformemente liscia o corrugata. Possono inoltre essere sia sessili che peduncolati. Spesso si presentano in numero consistente.
A livello microscopico si può individuare una parte interna contenente tessuto fibroso ed eventuali vasi sanguigni, circondata da normali cellule dell'epidermide.

## Eziologia
Tendono a formarsi in maniera spontanea in corrispondenza di aree sottoposte a sfregamento e delle pieghe cutanee (soprattutto collo, ascella, inguine e palpebre). Si tratta di un fenomeno tipico dell'adulto: la comparsa di fibromi penduli nel bambino può essere segno di una patologia sottostante, come la sindrome del nevo basocellulare (sindrome di Gorlin-Goltz).
Una maggiore incidenza di questo tipo di fibromi è stata rilevata nei soggetti dislipidemici, negli obesi e in persone che presentano iperglicemia e insulinoresistenza. La gravidanza sembra predisporre allo sviluppo di questo tipo di lesioni.
La comparsa patologica di fibromi penduli è stata collegata ad alcune alterazioni genetiche, come la sindrome di Birt-Hogg-Dubé.

## Trattamento
Essendo lesioni benigne non necessitano di trattamento, che può essere comunque effettuato per fini estetici o in caso di infiammazione o di strangolamento del peduncolo. I fibromi di piccoli dimensioni possono essere rimossi tramite ansa diatermica, terapia laser e/o crioterapia, mentre quelli più grandi richiedono l'escissione chirurgica.